# Luis Oruezábal
Luis Oruezábal López (* 13. Mai 1952 in Buenos Aires; † 31. Dezember 2014 in Granada) war ein argentinischer Fußballspieler.

## Sportlicher Werdegang
Oruezábal wurde als Sohn spanischer Immigranten, die in den 1940er Jahren nach Südamerika kamen, in der argentinischen Hauptstadt Buenos Aires geboren. Zu Beginn der 1970er Jahre debütierte er für CA Vélez Sársfield im Erwachsenenbereich. 1971 gewann er als Nachwuchsnationalspieler mit der argentinischen Auswahlmannschaft bei den Panamerikanischen Spielen 1971 einen internationalen Titel.
1974 wechselte Oruezábal in das Geburtsland seiner Eltern und schloss sich dem FC Granada in der Primera División an. 1976 stieg er mit dem Klub in die Segunda División ab, wo er noch eine Spielzeit für den Klub auflief. Anschließend wechselte er innerhalb Andalusiens zu Real Jaén. Beim Zweitligisten beendete er 1979 verletzungsbedingt seine aktive Laufbahn.
Nach seinem Karriereende übernahm Oruezábal in Granada das von seinem ehemaligen Mitspieler Ladislao Mazurkiewicz, der zwischenzeitlich wieder in sein Heimatland Uruguay zurückgekehrt war, eröffnete und nach dessen Spitznamen „Chiquito“ benannte Restaurant. Dieses entwickelte sich zu einem sportkulturellen Zentrum, wofür er von der Stadt geehrt wurde. Im Dezember 2014 erlag er im Alter von 62 Jahren vermutlich einer Kohlenmonoxidvergiftung, hervorgerufen durch einen im Keller seines Wohnhauses installierten Holzofen.